# Adele Gerhard

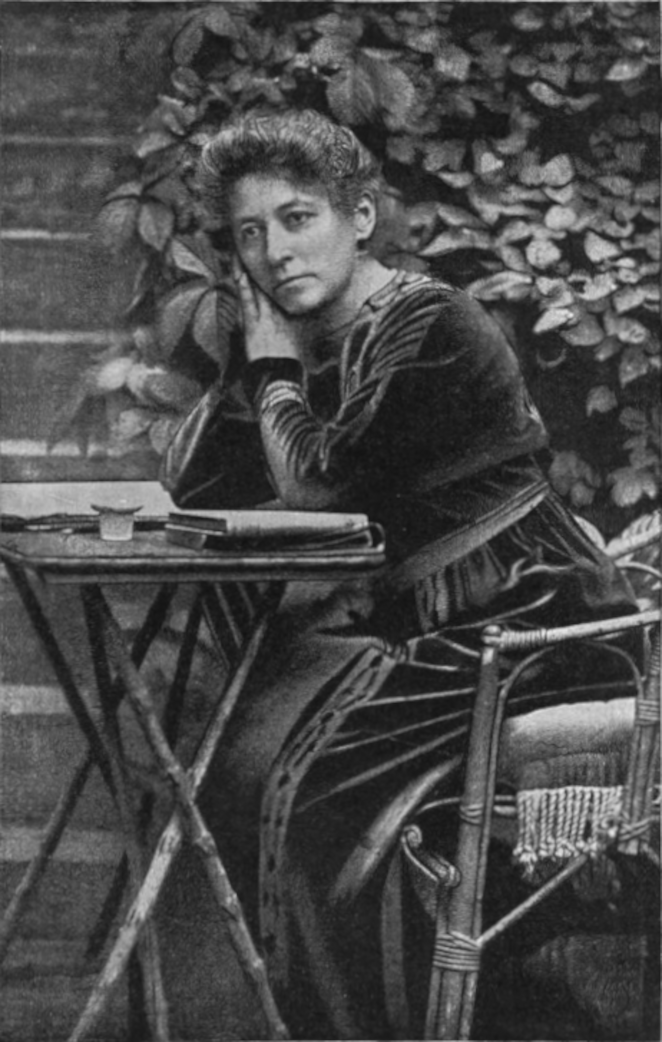
Adele Gerhard etwa 1918. Foto: Becker und Maass

Adele Gerhard, geborene Adele de Jonge, (* 8. Juni 1868 in Köln, Königreich Preußen; † 10. Mai 1956 ebenda) war eine deutsche Schriftstellerin.

## Leben
Adele de Jonge war die Tochter des jüdischen Kaufmanns Adolph de Jonge und dessen Frau Caroline, geborene Heß (aus der Familie eines Kölner Zuckerfabrikanten). Sie verbrachte ihre Jugend in Köln, wo sie in der Hohe Pforte Nr. 17 geboren wurde und später eine höhere Mädchenschule besuchte. Nach ihrer Heirat mit dem Justizrat und Notar Stephan Gerhard zog Adele Gerhard im Jahre 1889 mit ihrem Ehemann nach Berlin. 1891 wurde ihre Tochter Melitta (später Literaturhistorikerin) und 1896 ihr Sohn Dietrich geboren. In Berlin pflegte Adele Gerhard Kontakte zur Arbeiter- und Frauenbewegung und engagierte sich für die Genossenschaftsidee. Sie war Gründungsmitglied der „Gesellschaft für Ethische Kultur“. Neben ihren Schriften zur Genossenschaftsfrage und zum Problem der berufstätigen Mütter veröffentlichte Adele Gerhard bereits seit den Neunzigerjahren belletristische Werke; ab 1901 war sie überwiegend schriftstellerisch tätig.
Adele Gerhards literarisches Werk besteht vorwiegend aus Romanen und Erzählungen. Die bis 1917 erschienenen Werke behandeln soziale Probleme, Frauen- und Familienschicksale und sind vom Naturalismus beeinflusst. Danach bediente Gerhard sich zunehmend einer symbolistischen Erzählweise, um ihrer religiös-philosophischen Gedankenwelt Ausdruck zu verleihen; stilistisch rückte sie während der Zwanzigerjahre in die Nähe des Expressionismus.
Mit Beginn des Dritten Reiches war Adele Gerhard, obwohl sie bereits 1911 mit ihren Kindern zum Protestantismus konvertiert war, den Repressionen staatlicher Stellen ausgesetzt. Nachdem ihr Mann im Jahre 1936 gestorben war, folgte sie 1938 ihren Kindern ins amerikanische Exil. Da die Autorin bereits in ihren letzten Jahren in Deutschland nur noch einen begrenzten Leserkreis hatte, blieben ihre in den Vereinigten Staaten entstandenen Werke in deutscher Sprache bisher unveröffentlicht. Adele Gerhard kehrte 1955 nach Deutschland zurück und lebte wieder in Köln. Sie verstarb im Alter von 87 Jahren in ihrer Wohnung in Köln-Nippes.
Ihr Nachlass befindet sich im Deutschen Literaturarchiv in Marbach sowie im Archiv der State University of New York in Albany.
2024 wurde die Lerschstraße – benannt nach dem nationalsozialistischen Arbeiterdichter Heinrich Lersch – im Kölner Stadtteil Weiden Gerhard zu Ehren in Adele-Gerhard-Straße umbenannt.

## Schriften (Auswahl)

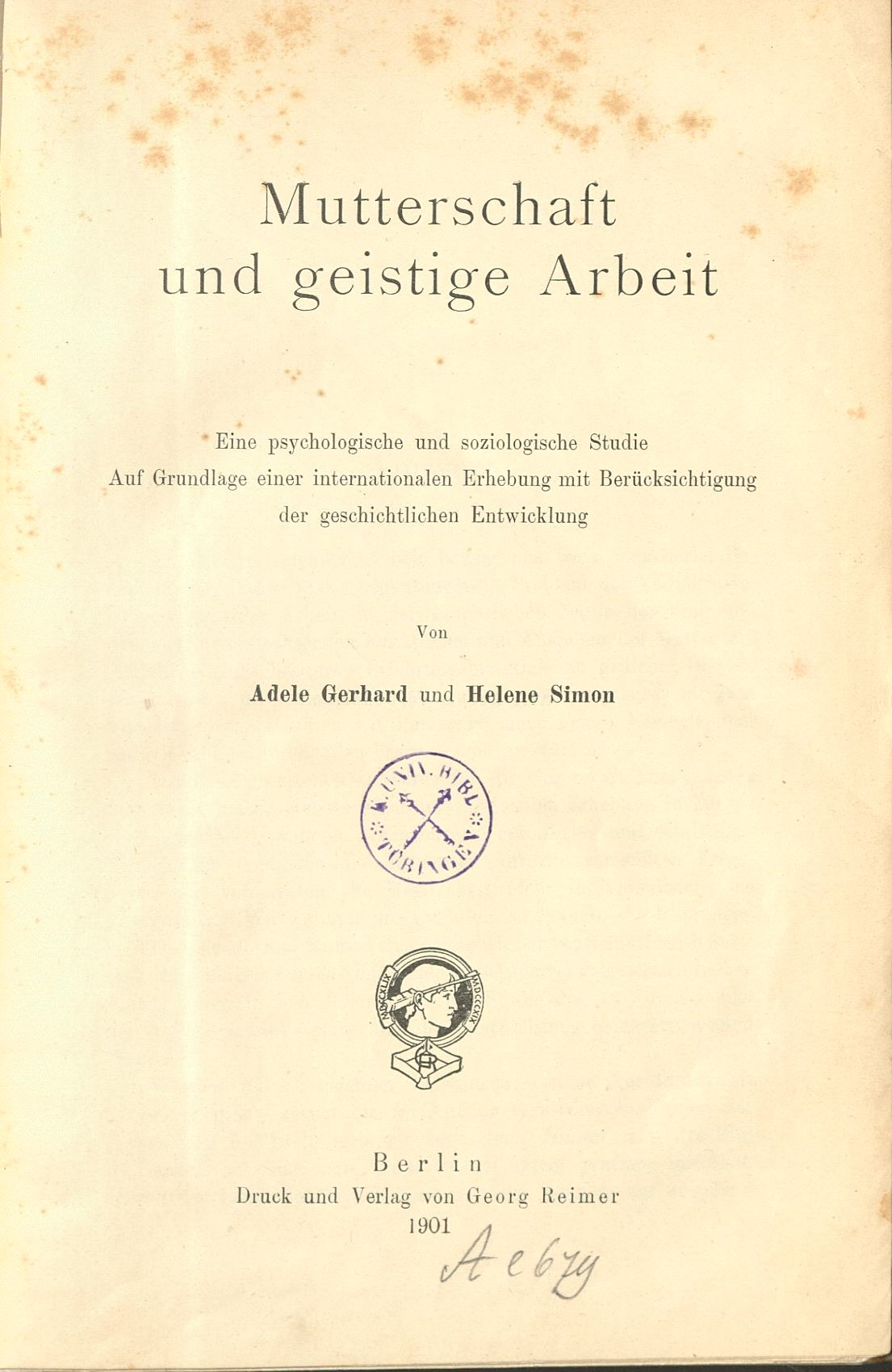
Mutterschaft und geistige Arbeit (1901)

- Konsumgenossenschaft und Sozialdemokratie, Nürnberg 1895
- Beichte, Berlin 1899
- mit Helene Simon: Mutterschaft und geistige Arbeit, Berlin 1901
- Pilgerfahrt, Berlin 1902
- Die Geschichte der Antonie van Heese, Braunschweig 1906
- Die Familie Vanderhouten, Berlin 1909
- Begegnung und andere Novellen, Leipzig 1912
- Vom Sinken und Werden, Berlin 1912
- Magdalis Heimroths Leidensweg, Berlin 1913
- Der Ring des Lebendigen, Braunschweig [u. a.] 1915
- Am alten Graben, Berlin 1917
- Sprache der Erde, Berlin 1918
- Lorelyn, Leipzig 1920
- Weg und Gesetz, Chemnitz 1924
- Pflüger, Leipzig 1925
- Via Sacra, Berlin 1928
- Die Hand Gottes, Leipzig 1929
- Das Bild meines Lebens, Wuppertal 1948